# 山都町指定文化財一覧
熊本県上益城郡山都町が指定した文化財は、2012年（平成24年）度において102件存在する。以下はその一覧である。
| NO  | 種別     | 名称                                   | 地区 | 所在地         | 摘要 | 指定等  |
| 1   | 有形(建) | 和田弥一・平蔵の墓                     | 〃   | 金内・前田     | ・弥一（旧金内村庄屋）、平蔵（戸長）親子の墓。西南戦争の折、官金（県の公金）の保護を任され、薩軍（熊本協同隊）によって斬殺された。（熊本博物館蔵「事変西南之役・戦地探偵書二」） | S46     |
| 2   | 有形(建) | 貫原橋                                 | 〃   | 川野、貫原     | ・弘化4年（1847）に築かれた眼鏡橋。石工棟梁は矢部手永白小野村喜兵衛。「（通称）布田保之助事業帳」（布田家文書）には「河内村貫原目鑑橋」と記載されている。 | S49     |
| 3   | 有形(建) | 金内橋                                 | 〃   | 金内・早稲田   | ・嘉永3年（1850）に建設されたもので、福良井手の取入口にかかる。石工棟梁は矢部手永小野尻村卯市（八代郡種山手永出身）。（通称）布田保之助事業帳（「布田家文書」）に記載されている「中嶋新井手口金内村掛目鑑橋」にあたると考えられる。 | 〃      |
| 4   | 有形(建) | 立野橋                                 | 〃   | 金内・立野     | ・嘉永3年（1850）ごろに作られた水路橋。石工棟梁は矢部手永小野尻村卯市。「（通称）布田保之助事業帳」（布田家文書）に記載されている「金内川目鑑橋」・「金内村船川目鑑橋」のどちらかにあたると考えられる。 | 〃      |
| 5   | 有形(建) | 旧日向往還道標                         | 〃   | 男成           | ・元禄12年（1699）に建てられた道標。日向往還の追分（分岐点）にあり、「是より右（中略）日向の国への道」「是より左なんかう高も里村への道」と刻まれている。熊本県内最古の道標（『熊本県歴史の道調査 -日向往還-』）。 | S51     |
| 6   | 有形(建) | 渡辺質の墓                             | 〃   | 下市・染野     | ・医者で学識が高く、300名余りの門弟が存在したといわれている。著書に「矢部風土記」などがある。渡辺家系図によれば、文政9年（1826）御郡代直触、天保4年（1833）御郡医師となる。 | 〃      |
| 7   | 有形(建) | 聖橋                                   | 〃   | 野尻           | ・江戸期に架けられた眼鏡橋。橋長35m、橋高12m、橋幅5mの石橋。 | H3      |
| 8   | 有形(建) | "平行三棟づくり民家（民俗資料館）"     | 〃   | 下市           | ・農家（旧田中家）の家屋の改築を機会に、町が譲受けて現在地に移転したもの。この「平行三棟つくり」は各地区に数軒存在していた。本町では、「直屋造り」が一番多く、風当たりの強い所に「鉤屋造り」や「三棟造り」が建てられていた。この民家は約200年前に建設されたと推測される。 | 〃      |
| 9   | 有形(建) | 糸原の宝篋印塔                         | 〃   | 上田所         | ・大永3年（1523）建立。勝山城主、阿蘇家家臣甲斐将監信光の墓と考えられる（「古城考」）。塔身の正面に阿弥陀仏の梵字、左側に「宣光公禅定門之石塔」、右側に「大永三載(歳か？）癸未四月丗日建立」との刻銘が存在する。 | S46     |
| 10  | 有形(建) | 阿蘇惟種の墓                           | 〃   | 畑             | ・「おたっちょさん」とも呼ばれる阿蘇大宮司惟種の墓。宝篋印塔が存在し（一部欠損）、中央の1基の塔身には、正面に阿弥陀仏の梵字、右側に「前大宮司宇治惟種神儀位」、左側に「天正十二年（1584）甲申八月十三日」の刻銘がある。 | 〃      |
| 11  | 有形(建) | 法印豪忠の墓                           | 〃   | 片平           | ・中世の無縫塔（寺院の住職の墓として建てられたもの）で、法印豪忠の墓。この塔には「法印豪忠」、「天正一三年（1585）乙酉六月十八日」の刻銘がある。豪忠は、阿蘇大宮司惟豊が天皇へ禁裏修復料一万疋を献上した際、使者として京都に赴いた者と伝わる。塔身71cm。 | 〃      |
| 12  | 有形(建) | 矢部勘右衛門重元の墓                   | 〃   | 下馬尾         | ・享保10年（1725）建立、矢部手永惣庄屋矢部勘右衛門〔在職期間：天和2年（1682）〜元禄5年（1692）〕の墓。下馬尾の正福寺境内にある。 | 〃      |
| 13  | 有形(建) | 浜町橋                                 | 〃   | 下馬尾         | ・天保4年（1833）に建設された眼鏡橋。石工棟梁は岩永三五郎(八代郡野津手永）。（通称）布田保之助事業帳（「布田家文書」）に記載されている「下馬尾河目鑑橋」にあたる。 | 〃      |
| 14  | 有形(建) | 笹原石磧                               | 〃   | 小笹           | ・布田保之助の事業によって、嘉永元年（1848）笹原川に造られた石磧。（通称）布田保之助事業帳（「布田家文書」に記録が存在する。 | 〃      |
| 15  | 有形(建) | 御小屋                                 | 〃   | 長原           | ・通潤橋の「吹上所」に作られた通潤橋架橋工事の監督小屋。この「吹上所」（御小屋）では、通潤用水の維持管理にかかる会議が建設当初から今日まで実施されている。 | 〃      |
| 16  | 有形(建) | 渡辺現・量蔵の墓                       | 〃   | 猿渡・北川内   | ・渡辺現（第3小区戸長）とその孫量蔵の墓。西南戦争の折、和田弥一親子と同じく官金（県の公金）の保護を任され、薩軍（熊本協同隊）によって斬殺された。（「東京日々新聞」六月七日付） | 〃      |
| 17  | 有形(彫) | 放牛地蔵                               | 〃   | 畑             | ・地蔵には、「九十八体 享保十六辛亥（1731）年」、「他力 熊本願主放牛」、「十一月 講中」との刻銘がある。日向往還、上畑の地蔵坂に建立されている。舟形光背の頂点まで1mの大きさ。 | S51     |
| 18  | 有形(彫) | 極楽寺地蔵                             | 〃   | 浜町           | ・矢部手永惣庄屋矢部勘右衛門重政〔在職期間：元禄5年（1692）〜宝永3年（1706）〕が、宝永元年（1704）に浜町のうち新町の極楽寺に地蔵堂を建立し、安置したもの。桧1本造り。 | 〃      |
| 19  | 有形(工) | 南田観音堂の鰐口                       | 〃   | 南田           | ・「享保十四年（1729）四月吉日氏子中」、「上益城郡中嶋手永南田村」と記されている。矢部手永は、正徳4年（1714）〜享保17年（1732）に矢部と中島の二つの手永に分割されており、この時期に奉納された鰐口。 | S46     |
| 20  | 有形(考) | クルス瓦                               | 〃   | 下市           | ・愛藤寺城で表採された軒丸瓦。小西期の愛藤寺城代、結城弥平次、在城の頃に製作されたものと考えられる。 | S49     |
| 21  | 有形(工) | 太刀銘友成                             | 〃   | 男成           | ・阿蘇大宮司惟忠が、文明9年（1477）出陣の際、戦勝祈願のため男成神社に寄進したとされる友成銘の太刀。現在は熊本県立美術館に寄託収蔵。 | 〃      |
| 22  | 有形(考) | 鉄剣 三振                              | 〃   | 島木           | ・島木古墳より出土。7世紀頃のものと推定できる。長さは、66．5cm、53cm、35cm。 | S53     |
| 23  | 有形(工) | 満福寺の鰐口                           | 〃   | 万坂           | ・満福寺に奉納されている直径20cmの鋳鉄製鰐口。「南無大日如来御寶前 仏日山満福寺住持菩了 天文二十三年（1554）十二月」の刻銘がある。旧矢部町内で最も古い鰐口(『矢部町史』)。 | 〃      |
| 24  | 有形(書) | 男成神社社号条幅並びに九曜紋入り漆塗箱 | 〃   | 男成           | ・文化14年（1817）、熊本藩主斉茲が男成社参拝の折、社号を揮毫し奉納されたもの(『矢部町史』)。 | S49     |
| 25  | 有形(古) | 万世井手の流                           | 〃   | 下馬尾         | ・男成守寿によって天明4年（1784）頃に著されたと言われている。第1代惣庄屋井手玄番允政次から第10代間部忠次公正まで（慶長18年（1613）〜安永5年（1776）ごろ）の矢部手永の事績等を書き記した記録。 | 〃      |
| 26  | 有形(古) | 通潤橋仕法書                           | 〃   | 長原           | ・通潤橋架橋にかかる土木技術を記した記録。著者や年代等は不明であるが、安政元年（1854）ごろ布田保之助によって作成されたものと伝わる。通潤橋や吹上樋の大きさ・構造、漆喰の材料等が記述されている貴重な史料。 | 〃      |
| 27  | 有形(古) | 謡曲延寿桜                             | 〃   | 原             | ・第8代熊本藩主斉茲が満開の桜を鑑賞されたという延寿桜の由来をうたった謡曲の本。原住家文書。 | S53     |
| 28  | 無民     | 目丸の棒踊                             | 〃   | 目丸           | ・矢部唯一の棒踊りで、天正年間（1573〜1592）の阿蘇大宮司の「目丸落ち」により、この地で武芸として始められたもの。 | S49     |
| 29  | 記(史)   | 岩尾城跡                               | 〃   | 城原           | ・貞応元年（1222）、阿蘇大宮司惟次による築城とされている。本丸、二の丸、三の丸の跡が残っている。 | S46     |
| 30  | 記(史)   | 愛藤寺城跡（矢部城）                   | 〃   | 白藤           | ・建設時期は判然としない（阿蘇大宮司の持城として築かれたとされている）が、小西、加藤期にはそれぞれの城代が置かれ、支城として利用された。その後、慶長17年（1612）幕命により破却された。 | 〃      |
| 31  | 記(史)   | 男成台地縄文遺跡                       | 〃   | 男成           | ・縄文時代後期から晩期の遺跡。黒川式土器や住居跡が発見されている。 | S51     |
| 32  | 記(史)   | 浜の館礎石群                           | 〃   | 城平・寺       | ・阿蘇大宮司氏の居館跡（南北朝〜戦国期まで）。浜の館中の一部で桁行7間、梁行4間の礎石を復元し、指定。 | S53     |
| 33  | 記(史)   | 相藤寺の石畳                           | 〃   | 白藤・相籐寺   | ・相藤寺にある石畳道で、幅1．5m、長さ42m。現在のところ、（通称）布田保之助事業帳（「布田家文書」）に記載されている、弘化4年（1847）奥相藤寺に建設された新道と考えられる。 | 〃      |
| 34  | 記(史)   | 木原才治時英の墓                       | 〃   | 上寺・青草各   | ・木原才治は、矢部手永の御山支配役として大矢御山へ120万本余の植林を実施。その他治山、治水などの功労がある。 | 〃      |
| 35  | 記(史)   | 男成守寿の墓                           | 〃   | 下市・染野     | ・小一領神社・男成神社の神職。和漢の学に通じ、特に短歌が堪能であった。著書に「郷党歴代拾穂記」などがある。 | 〃      |
| 36  | 記(史)   | 間部忠兵衛公豊の墓                     | 〃   | 下市・染野     | ・矢部手永惣庄屋〔在職期間：宝暦6年（1756）〜安永4年（1775）〕で養蚕、製糸業の発展に努めた。 | 〃      |
| 37  | 記(史)   | 御廟（阿蘇惟豊公墓）                   | 〃   | 下市           | ・中世の阿蘇大宮司氏の最盛期といわれる、惟豊やその一族の墓がある。墓所には基壇が構えられ、宝篋印塔や無縫塔、板碑などがある。 | 〃      |
| 38  | 記(史)   | 華蔵寺跡板碑群                         | 〃   | 城平・原       | ・板碑6基。 | H3      |
| 39  | 記(史)   | 片平の千体地蔵と板碑群                 | 〃   | 片平・脇       | ・地元では、「せんだい地蔵」と呼称され、地蔵と板碑群が存在する。板碑4基。 | 〃      |
| 40  | 記(史)   | 阿蘇家墓所（1号〜6号墓）               | 〃   | 城平・原       | ・阿蘇氏墓地 1号〜6号群。 | 〃      |
| 41  | 記(名)   | 五老ヶ滝                               | 〃   | 長原           | | S51     |
| 42  | 記(天)   | 延寿桜                                 | 〃   | 原             | ・文化4年（1807）、第8代熊本藩主斉茲が休息した際、付近に自ら活けたとされる桜を挿木したものである。 | S53     |
| 43  | 記(天)   | 上畑の大杉                             | 〃   | 畑             | ・株回り8．10mから数本に分枝し、樹齢300年以上。樹高は30mにも及ぶ。この山上一体は桑鶴神社といい、古木などの木々を神霊が宿る寄代（よりしろ）とした古代信仰の聖地である。 | 〃      |
| 44  | 記(天)   | 新藤造化天神のいちいがし群             | 〃   | 新小           | ・樹齢300年以上、最大のものは樹高40m。7本が群生している。 | 〃      |
| 45  | 記(天)   | 野尻の大欅                             | 〃   | 野尻           | ・樹齢700年余り、樹高24m、樹冠東西19m、県緑化推進保存木にもなっている。 | 〃      |
| 46  | 記(天)   | 譲原の甌穴群                           | 〃   | 下川井野       | ・笹原川のうち、譲原地区の河床に20数個の甌穴がある。 | S46     |
| 47  | 有形(古) | 男成家文書                             | 〃   | 浜町           | ・男成神社・小一領神社の神職を勤めた男成家に残された史料群。矢部手永や浜町の歴史・事跡を記した「浜町家々先祖由緒記」、「郷党歴代拾穂記」など、江戸期の著書・文書類が約320余点、この他に明治期のものも含め、計380余点の文書が存在する。 | H12     |
| 48  | 有形(古) | 松蔭堂渡辺家文書                       | 〃   | 城平           | ・中世期には阿蘇氏家臣渡辺軍兵衛を、近世期には医師・学者であた渡辺質を輩出した渡辺家に残された史料群。質により記された「矢部風土記」、「阿蘇外記」のほか、「渡辺先祖由来記」、「甲斐宗運記」など江戸期から明治期まで、計50点余の文書が存在する。山都町立図書館に寄託収蔵。 | H12     |
| 49  | 有形(古) | 井手家文書                             | 〃   | 下馬尾         | ・江戸期、下馬尾村（現大字下馬尾）庄屋を勤めていた井手家に残された史料群。惣庄屋ごとに矢部手永の事跡を記した「万世井手の流」ほか、天和2年（1682）から慶応元年（1865）頃まで、130点余の史料が存在する。但し一部は熊本県立図書館所蔵。 | H12     |
| 50  | 有形(古) | 岸本家文書                             | 〃   | 浜町           | ・浜町に所在する岸本家に残された史料群。加藤清正のものと考えられる知行宛行状が存在する。 | H12     |
| 51  | 無民     | 八朔祭                                 | 〃   | 浜町           | ・農耕祭事としての八朔（旧暦8月1日）行事や小一領社の豊作祈願祭などが、近世中・後期ごろから都市祭礼的性格を帯びつつ、また「造り物」など様々な要素が加わりながら形成されたもの。 | H17     |
| 52  | 記(天)   | 妙見の大ケヤキ                         | 〃   | 浜町・瀬貝     | ・樹齢1000年以上、主幹周り9m、樹高32mの大欅であったが、2013年（平成15年）1月12日に倒木し、国の重要文化財指定解除となった。しかし現在もなお息吹を感じられることから、本木を含め2本のクローン樹、隣木ケヤキの4本を指定。 | H17     |
| 53  | 有形(古) | 渡邊家文書（南手新井手記録に係る文書） | 〃   | 下市           | ・江戸期、白石村（現大字白藤）庄屋を勤めていた渡辺家に残された史料群。通潤用水建設に関する貴重な文献史料で、360ページ余りに及ぶ「南手新井手記録」が存在する。 | H17     |
| 54  | 有形(建) | 泉家石造倉                             | 〃   | 金内           | ・倉全体が石造りという、県内でも現存するものが少ない貴重な建造物。 | H18     |
| 55  | 登録(建) | 大川阿蘇神社農村舞台                   | 清和 | 大平           | ・昭和初期に新築。昭和28年（1953）9月に境内北側より西側へ移転修復。間口（約12．7m）、奥行き（約6．7m）の県内でも最大級の農村舞台。舞台北側には、浄瑠璃棚（1．8m×1．8m）が併設されており、人形浄瑠璃芝居をするための特別仕様となっている。地域住民の文化の中心的役割を果たしてきたもの。 | H17     |
| 56  | 無形(総) | 清和村文楽人形芝居                     | 〃   | 大平           | ・当地域では嘉永年間（1848〜1853）頃には、6人の浄瑠璃の達人がいたと伝えられる。その後、昭和2年（1927）に人形浄瑠璃芝居一座（「朝日座」）が結成され、今日まで継承されてきた。・昭和35年（1960）に2名が県文楽人形技術保持者の認定を受け、昭和54年（1979）、清和文楽人形芝居保存会が県無形文化財の指定を受けた。 | S54     |
| 57  | 有形(建) | 大川六地蔵塔                           | 〃   | 大平・大川     | ・高さは約3．38m、蓋石幅1．55m。文明13年（1481）、「浄音 妙祐」によって建てられたもの。 | S39     |
| 58  | 有形(彫) | 伎楽の面                               | 〃   | 仮屋           | "・仮屋神社の阿吽の王面、2点。永禄5年（1562）作。桧材。・西福寺の鬼面、1点。応仁2年（1468）作。桐材。" | 〃      |
| 59  | 有形(彫) | 阿弥陀如来像                           | 〃   | 〃             | ・阿弥陀三尊（阿弥陀如来、観音菩薩、勢至菩薩）が安置され、右側に木造阿弥陀如来座像、左側には不動明王像など6体の御像が安置されている。 | 〃      |
| 60  | 有形(工) | 鰐口                                   | 〃   | 尾野尻・下須   | ・薬師堂に奉納されている鰐口。鋳鉄製で、最大幅21cm。銘文の一部が欠損しているが、天明8年（1788）のものと考えられる。 | 〃      |
| 61  | 記(史)   | 古代の石風呂                           | 〃   | 大平・大川     | ・中世のものと考えられ、隣接する薬師堂に関わる宗教行事に使用したものと思われる。全国的にも珍しい。 | 〃      |
| 62  | 記(史)   | 仏原騒動（農民一揆）跡                 | 〃   | 仏原           | ・切支丹騒動とも言う。延宝2年（1674）、仏原村を中心に24、5人が集まったことにより、関係者男女百人が捕らえられキリシタンの嫌疑を掛けられ誅罰されたもの。なお、供養塔は昭和43年（1963）建立されたもの。 | 〃      |
| 63  | 記(史)   | 伝安徳天皇御陵                         | 〃   | 緑川・川の口   | ・径2．17mの円墳で、前面は石垣囲みである。 | 〃      |
| 64  | 記(史)   | 飯蓋城跡と六地蔵塔                     | 〃   | 井無田         | ・飯蓋城は、大友氏への備えのため東を正面としていた城と言われている。 ・六地蔵塔は大永7年（1527）、飯蓋城主であった「飯蓋備中守三金」（菅原武宣）によって建立されたもの。 | 〃      |
| 65  | 記(名)   | 清水峠                                 | 〃   | 郷野原         | ・標高900m、阿蘇南郷に通じる唯一の峠。中世後期（阿蘇大宮司の浜の館時代）には、阿蘇、小国、南郷の城主らの参勤の街道であったと伝えられる。 | 〃      |
| 66  | 記(名)   | 穿の洞窟                               | 〃   | 緑川・内の口   | ・伝説では、日向国まで通じるといわれているが、未確認。女人禁制とされていた。永正10年（1513）菊池武経（惟長）の矢部岩尾城攻めの際、阿蘇大宮司惟豊が一時この洞窟に潜み、日向鞍岡に逃れたと伝えられる。 | 〃      |
| 67  | 記(天)   | 元小峰菩提樹                           | 〃   | 小峰           | ・シナの木科、インド・中国原産。直径1．55m、周囲4．55m、樹高約33m。天明年間（1781〜1789）、倉岡庄三郎が伊勢参拝の折京都から苗を持ち帰って植樹したと伝えられる。 | 〃      |
| 68  | 記(天)   | 拝所の大杉                             | 〃   | 大平・大川     | ・阿蘇氏家臣の子孫が代々阿蘇を拝したとされる拝み所に所在する大杉。周囲6．7m、樹高24mの巨木。 | 〃      |
| 69  | 有形(彫) | 黒峰薬師如来座像                       | 〃   | 仮屋・黒峰     | ・薬師堂の堂内に安置されている。室町時代の作で、本体と岩窟、台座を一材から彫り出されたもの。なお、この堂内には薬師如来座像とともに十二神将も置かれている。 | S62     |
| 70  | 有形(彫) | 黒峰五輪塔                             | 〃   | 〃             | ・薬師堂前存在する五輪塔1基。周辺にはいくつかの欠けらがあり、中世に寺院があったと想像される。 | 〃      |
| 71  | 有形(建) | 交鶴の板碑                             | 〃   | 小峰           | ・大矢川に架かる交鶴橋の左岸東側にある、逆修板碑。銘文より天文19年（1550）に建てられたもので、中央には「現世二世願堅」とある。 | 〃      |
| 72  | 記(史)   | 高畑赤立遺跡                           | 蘇陽 | 高畑           | ・弥生時代後期前半の集落祉。住居址7基が検出され、磨製石鏃等も製作していたことが明らかになっている。 | H8(H10) |
| 73  | 無形     | 青柳製釜炒玉緑茶手炒の技法             | 〃   | 馬見原         | ・青柳製は釜入茶で、山茶が自生していたこの地に伝わったもので、加勢群茶（慶長年間より栽培を始め、元禄年間には献上茶であったとされる）とともに発展した（『蘇陽町誌』）。・「名物数望附」（年代不明、『肥後読史総覧』）では、「青柳茶・加勢群茶」が記載されており、明治5年（1872）の史料には、「馬見原町青柳製茶拾斤」の記述も見られる（原田家文書）。明治21年（1888）には馬見原町に茶業組合が設置され、さらに同33年（1900）には「馬見原製「青柳茶」改良研究所」が設立された。 | S25     |
| 74  | 有形(建) | 下番橋                                 | 〃   | 滝上           | ・口承では天保6年（1835）との伝承が存在するが、天保13年（1842）頃に架設されたもの。石工は岩永三五郎とされている。 | S61     |
| 75  | 有形(建) | 高畑宝塔                               | 〃   | 高畑           | ・高畑年祢神社境内に所在。宝塔は霊場の拝所として、弘化3年（1846）、井竿五三右衛門道弘によって建立されたとされる。 | 〃      |
| 76  | 有形(建) | 彼の石板碑                             | 〃   | 東竹原         | ・碑は、高さ2．4m、横3．5m、厚さ2．8m。文化13年（1816）に建立された道標。また銘文に「奉祝御甲申」とあることから庚申信仰関連した人々によるものと考えられる。 | 〃      |
| 77  | 有形(建) | 水堂院大神板碑                         | 〃   | 二瀬本         | ・「奉納 水堂院大神 寿永元壬寅三月十有七日 藤原宗勝」との刻銘がある。寿永元年（1182）に建立されたと考えられ、旧蘇陽町内で最も古い板碑。 | 〃      |
| 78  | 有形(建) | 火伏地蔵堂の六地蔵                     | 〃   | 馬見原         | ・一体型六地蔵が合祀。六体ともに頭部がなくなっている。享保3年（1718）に、小陳弥吉によって建立されたもの。像の高さ0．58m、幅0．22m。 | 〃      |
| 79  | 有形(建) | 二瀬本六地蔵                           | 〃   | 二瀬本         | ・15世紀後半のものと考えられる。龕部には六地蔵と掌善・掌悪童子が彫られてあるが、不明瞭。石幢全高3．1m、幢身1．25m。 | 〃      |
| 80  | 有形(建) | 下山六地蔵                             | 〃   | 下山           | ・碑文によると、大永6年（1526）に建立されたもので、造立者は「南郷荘早奈良（早楢）霜山（下山）村居住」の「三宝弟子」等による。 | 〃      |
| 81  | 有形(建) | 秋葉神社石像                           | 〃   | 二瀬本・丸小野 | ・弘化3年（1846）ごろ、日向屋ほか馬見原町の豪商などによって建立されたものと伝えられる。 | 〃      |
| 82  | 有形(建) | 滝下観音堂板碑 附石仏                  | 〃   | 今・滝下       | ・板碑は、銘文によれば永正6年（1509）に今村城主であったと考えられる「今村山城守源末久」によって建立されたもの。下方の岸壁の下に、6体の石仏が合祀されている。 | 〃      |
| 83  | 有形(建) | 今村山城守の供養塔                     | 〃   | 米迫           | ・中央上部にキリークの梵字があり、南無阿弥陀仏、脇侍として右に観世音菩薩、左に勢至菩薩、下部に今村山城守、施主とある。建立年月日は読み取れず。 | H4      |
| 84  | 有形(建) | 高辻の板碑                             | 〃   | 高辻           | ・銘文が欠落しているが、大永7年（1527）に建立されたものとされる。阿弥陀三尊が刻まれており、東照山東光寺が建立されていたという寺院跡地に所在している。 | 〃      |
| 85  | 有形(建) | 高仏の板碑                             | 〃   | 今             | ・中央に南無阿弥陀仏と刻まれており、碑の正面全体に阿弥陀仏の姿絵、数体が刻まれている。（自然石、高1．05m、幅0．45m、厚0．18m） | 〃      |
| 86  | 有形(建) | 新八代屋の家屋                         | 〃   | 馬見原         | ・明治17年（1884）の建築と言われている。昔の商家の建築方法が残っており、建材も主に欅が使われている貴重な家々である。 | 〃      |
| 87  | 有形(工) | 釈迦堂の鰐口                           | 〃   | 玉目           | 西光寺釈迦堂に所在する鰐口。銘文によれば、もとは天文11年（1542）「佐藤美作守藤原朝臣家信」によって「緒方荘目志野名内西白寺」に奉納されたものである。 | 〃      |
| 88  | 有形(工) | 大師堂の鰐口                           | 〃   | 東竹原・野原   | ・鰐口は現在神社等にある鈴と同じ役目をする工芸品である。日々の幸福と安全、作物の豊作、家畜の栄えなどを祈りながら、お祭りしてきた由緒のあるもの。 | 〃      |
| 89  | 有形(工) | 釈迦堂の鰐口                           | 〃   | 花上           | ・鰐口は現在神社等にある鈴と同じ役目をする工芸品である。日々の幸福と安全、作物の豊作、家畜の栄えなどを祈りながら、お祭りしてきた由緒のあるもの。 | 〃      |
| 90  | 有形(工) | 椛山阿蘇神社の鰐口                     | 〃   | 橘・椛山       | ・鰐口は現在神社等にある鈴と同じ役目をする工芸品である。日々の幸福と安全、作物の豊作、家畜の栄えなどを祈りながら、お祭りしてきた由緒のあるもの。 | 〃      |
| 91  | 有形(工) | 菅原神社（天満宮）の鰐口               | 〃   | 柏             | ・鰐口は現在神社等にある鈴と同じ役目をする工芸品である。日々の幸福と安全、作物の豊作、家畜の栄えなどを祈りながら、お祭りしてきた由緒のあるもの。 | 〃      |
| 92  | 有形(工) | 阿弥陀如来堂の鰐口                     | 〃   | 塩出迫・下塩出 | ・鰐口は現在神社等にある鈴と同じ役目をする工芸品である。日々の幸福と安全、作物の豊作、家畜の栄えなどを祈りながら、お祭りしてきた由緒のあるもの。 | 〃      |
| 93  | 記(天)   | 下山八幡宮の杉群                       | 〃   | 下山           | ・樹齢推定1000年といわれ、根周11m、樹高約32m、枝張約22mのものを最大として、30数本存在する杉群である。 | S61     |
| 94  | 記(天)   | 服掛の松                               | 〃   | 長崎           | ・樹齢推定130年、根周3.4m、樹高約24m、枝張約17m、地上1mの所より二又となる。明治26年（1893）馬見原町長崎で実施された陸軍第六師団の軍事演習で、検閲を行っていた北白川宮能久親王がこの松の枝に上着を掛けられたことに由来し、「服掛」という。 | 〃      |
| 95  | 記(天)   | 不動堂の欅                             | 〃   | 柏・溜渕       | ・樹齢推定500年、樹高約25m、根周7m、枝張約30m。不動尊堂の神木。 | 〃      |
| 96  | 記(天)   | 東福寺の銀杏                           | 〃   | 上差尾         | ・樹齢推定400年、樹高約25m、根周7m、枝張約25m。 | 〃      |
| 97  | 記(天)   | 幣立神社の高野槙                       | 〃   | 大野           | ・樹齢推定400年、樹高約45m、根周4．6m、枝張約15m。 | 〃      |
| 98  | 記(天)   | 恵良の藤                               | 〃   | 菅尾           | ・樹齢推定250年、樹高約16m、幹周0．9m、枝張約23m。「恵良」とは、阿蘇氏先代の姓。 | 〃      |
| 99  | 記(天)   | 幣立神社の森                           | 〃   | 大野           | ・主神木は、樹齢推定2000年とも伝われる。最大樹高45m、根周7m、枝張25m。ほか数十本の杉・桧の森群。 | 〃      |
| 100 | 記(天)   | 仁瀬本神社の森                         | 〃   | 二瀬本         | ・樹齢推定800年、樹高約37m、根周8．1m、枝張約25m。ほか数十本の杉・欅の森群。 | 〃      |
| 101 | 記(天)   | 年祢神社の森                           | 〃   | 高畑           | ・樹齢推定400年、樹高約32m、根周5．3m、枝張約25m。ほか数十本の杉・銀杏の森群。 | 〃      |
| 102 | 記(天)   | 早楢神社の森                           | 〃   | 高辻           | ・樹齢推定400年、樹高約32m、根周6m、枝張約25m。ほか数十本の杉・桧・銀杏の森群。 | 〃      |